# Zbigniew Kieżun
Zbigniew Kieżun (ur. 25 grudnia 1950) – polski trener piłki nożnej. 

## Życiorys
Absolwent Akademii Wychowania Fizycznego w Gdańsku, trener pierwszej klasy. Członek Wydziału Szkolenia OZPN. Trener drużyny występującej w Lidze Okręgowej MKS Olimpie Olsztynek.

## Kariera trenerska
- MKS Olimpia Olsztynek (01.07.2017-?)
- DKS Dobre Miasto (2015-2017)
- Warmiak Łukta (2012-2014)
- Lech Rypin (24.08.2010 –17.06.2011)
- Stomil Olsztyn – II Liga (5.01.2010 – 26.06.2010)
- Unia Janikowo – III liga (1.01.2008 – 4.01.2010)
- Olimpia Elbląg – III liga (1.01.2007 – 16.08.2007)
- Wigry Suwałki – III liga (5.10.2005 – 17.11.2006)
- DKS Dobre Miasto – V liga (2004-2005)
- Drwęca Nowe Miasto Lubawskie – III liga (07.2003 – 05.2004)
- Warmia Grajewo – (11.2001 – 06.2003)
- Stomil Olsztyn – I liga (I trener w 2001 r.)
- Jeziorak Iława – III liga (runda jesienna sezonu 2000/01)
- Stomil Olsztyn – I liga (asystent Bogusława Kaczmarka 1999-2000)
- Warfama Dobre Miasto – (1995 – 1997)
- Jagiellonia Białystok – I liga (asystent Mirosława Mojsiuszki, Romualda Szukiełowicza 1988 r.)
- Sokół Ostróda
- OZPN Olsztyn – (1982 – 1984)